# Мисовський Лев Володимирович
Лев Володимирович Мисовський 6 (18) лютого 1888, Саратов — 29 серпня 1939, Ленінград) — російський і радянський фізик, доктор фізико-математичних наук. Творець великої кількості теоретичних розробок і практичних винаходів. Перший завідувач фізичним відділом Радієвого інституту ім. Хлопіна, де пропрацював 17 років.